# Eyes of the World
Eyes of the World è il terzo album in studio da solista del chitarrista statunitense Tony MacAlpine, pubblicato nel 1990.

## Tracce
1. The World We Live In – 4:06
2. The Hard Way – 4:14
3. Escape the Hell – 5:00
4. Heartache Calling – 5:07
5. Tear It Down – 4:40
6. Take Me Back – 4:47
7. Wild Ride – 3:39
8. Cry a Tear – 4:48
9. Wrong to Love – 5:31
10. Summer's Gone – 4:33
11. Urban Days – 5:00